# Askims härad
Askims härad är Västergötlands västligaste härad och ingår i dåvarande Göteborgs och Bohus län med tingsplats i Kärra i Fässbergs socken. Häradets areal uppgick 1889 till 33 194 tunnland. Tingsställe var från 1676 Pixbo för att sedan flyttas till Forsåker och från 1692 till Kärra. År 1888 flyttades tingsstället till Göteborg. Namnet uttalas ['aʃim].

## Namnet
Häradsnamnet skrevs under 1200-talet Askheims hæræð och på 1280-talet Askemshæræði. Namnet Askim är bildat av trädnamnet ask och hem för "boplats" eller "gård".

## Socknar i Askims härad
I nuvarande Göteborgs kommun:
- Västra Frölunda socken, som uppgick i Göteborgs stad 1945.
  - Styrsö socken bildad 1603 ur Västra Frölunda socken. Uppgick 1974 i Göteborgs kommun.
- Askims socken, som 1973 uppgick i Göteborgs kommun.
- 1827 utbröts Nya Varvets socken ur Förenade Kustförsamlingen i Sävedals härad. 1931 uppgick Nya Varvets socken i Karl Johans församling i Göteborgs stad.

I nuvarande Mölndals kommun:
- Fässbergs socken, som 1922 ombildades till Mölndals stad
- Kållereds socken

I nuvarande Härryda kommun:
- Råda socken

## Geografi
Häradets var beläget söder om Göta älvs utlopp i Kattegatt och norr om Halland och inkluderade Göteborgs södra skärgård, med Vinga som yttersta utpost i väster. Trakten är starkt kuperad och består idag till större delen av tätort. På 1800-talet var trakten kal och mager men med jordbruksmark närmare Kattegatt.

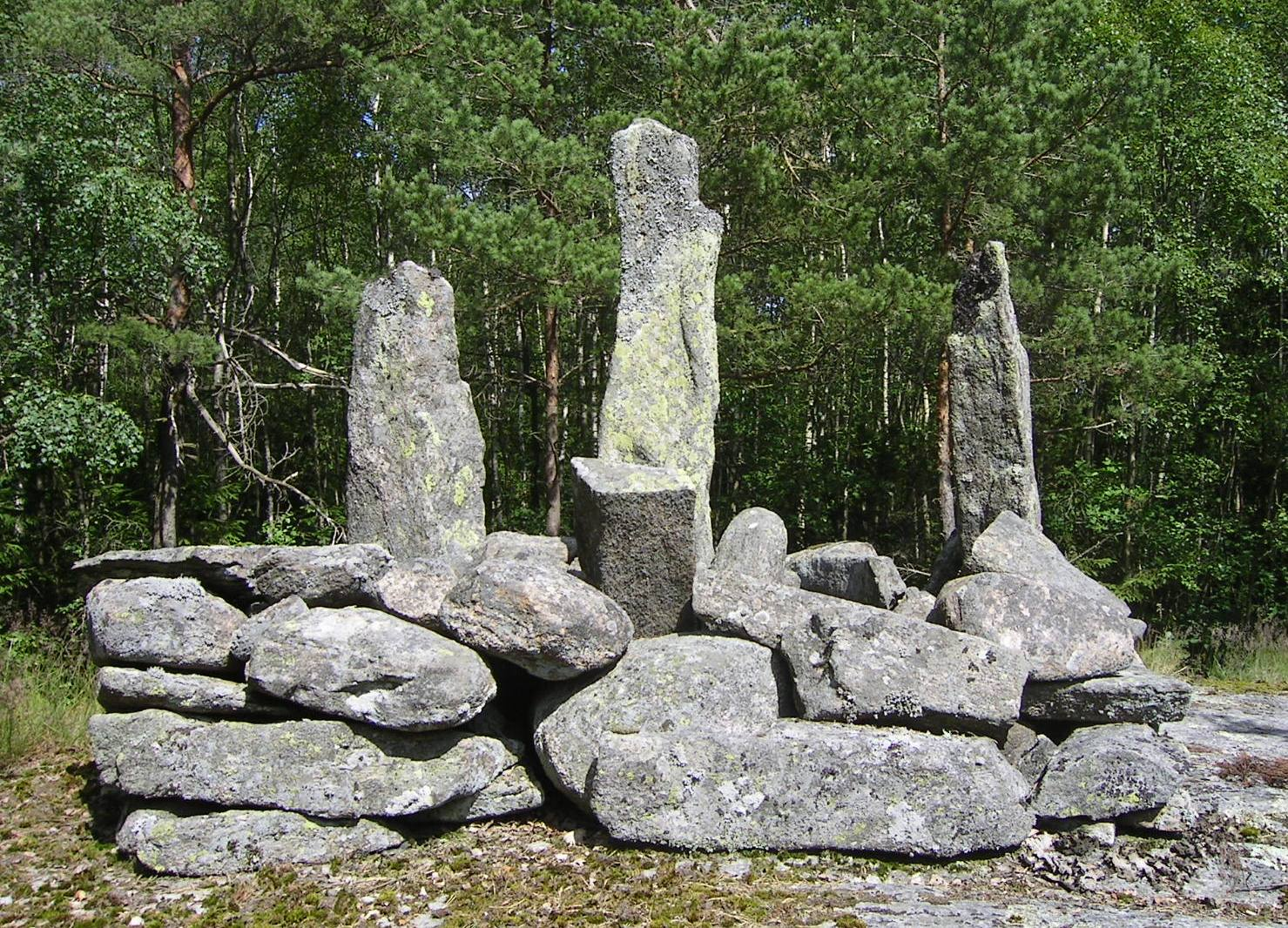
Röse utanför Mölnlycke som markerar gränsen mellan Askims och Sävedals härad.

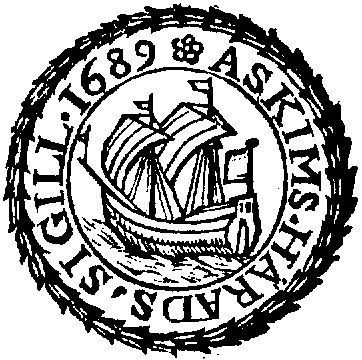
Askims härads sigill 1689.

Sätesgårdar var Gunnebo slott (Fässbergs socken), Råda säteri (Råda), Mölnlycke herrgård (Råda), Pixbo herrgård (Råda), Billdals herrgård (Askim), Sagereds herrgård (Kållered) och Ekens herrgård (Kållered).
Vid häradets tingsställe Kärra fanns ett gästgiveri.

## Historia
Häradet omnämns första gången på 1200-talet som Askemshaeraed och ingick i den del av Danmark som tillföll Västergötland och Sverige först i mitten av 1200-talet. Åren 1613–1619 kom Askims härad tillfälligt åter i danska händer, då det ingick i den pant som hölls för Älvsborgs andra lösen. 

## Län, fögderier, domsagor, tingslag och tingsrätter
Häradet hör sedan 1998 till Västra Götalands län, innan dess från 1680 till Göteborgs och Bohus län. Kyrkligt tillhör församlingarna Göteborgs stift
Häradets socknar hör till följande fögderier:
- 1686–1739 — Askims, Sävedals och Östra Hisings fögderi
- 1740—1990 Göteborgs fögderi med undantag enligt nedan
- 1946—1990 Mölndals fögderi för Råda, Kållereds, Fässbergs socken

Häradets socknar tillhörde följande domsagor, tingslag och tingsrätter:
- 1681-1823 Askims och Östra Hisings tingslag i 
  - 1681-1685 Askims och Östra Hisings häraders domsaga
  - 1686-1823 Askims, Östra Hisings, Västra Hisings, Inlands Södre och Torpe häraders domsaga
- 1824–1887 Askims tingslag i 
  - 1824-1856 Askims, Östra Hisings, Västra Hisings, Inlands Södre och Torpe häraders domsaga
  - 1857-1869 Askims, Östra Hisings och Västra Hisings häraders domsaga
  - 1870-1887 Askim, Västra och Östra Hising samt Sävedals domsaga
- 1888–1954 Askims, Hisings och Sävedals tingslag i Askims, Hisings samt Sävedals domsaga
- 1955–1970 Askims och Mölndals tingslag i Askims och Mölndals domsaga för Askims (från 1954), Råda, Kållereds, Fässbergs socknar
- 1955–1970 Hisings, Sävedals och Kungälvs tingslag i Hisings, Sävedals och Kungälvs domsaga för Styrsö socken

- 1971-1973 Sävedals tingsrätt och dess domsaga för Styrsö socken
- 1971-2009 Mölndals tingsrätt och dess domsaga för socknarna i Mölndals och Härryda kommun samt till 1974 för Askims socken
- 1974— Göteborgs tingsrätt med dess domsaga för Askims och Styrsö socknar, från 2009 för socknarna i Mölndals och Härryda kommun samt från 1971 för de delar som uppgått i Göteborgs stad